# 2020年中国金鸡百花电影节
2020年中国金鸡百花电影节暨第35届大众电影百花奖，于2020年9月24日至26日在中国河南郑州举行。会期共3天，不设开幕式和红毯仪式。10部影片共同角逐第35届大众电影百花奖，最终奖项将在26日闭幕晚会上由观众现场投票并揭晓。